# Golfiero Colonna
Golfiero Colonna war ein italienischer Drehbuchautor und Filmproduzent.

## Leben
Colonna war als Manager der Cines mit der Herstellung zahlreicher Filme befasst. Beginnend 1948 widmete er sich immer wieder Drehbüchern oder war als Regieassistent tätig. Als Produzent verantwortete er bedeutende Filme wie den 1959 entstandenen Odissea nuda. 1959 war er als Ko-Regisseur für einen halbdokumentarischen Film tätig.
Sein Sohn Leone Colonna (1952–1999) war ebenfalls als Drehbuchautor aktiv.

## Filmografie (Auswahl)
- 1955: Abenteuer der vier Musketiere (I cavalieri della regina)
- 1958: Calypso (Ko-Regisseur)
- 1959: Die nackte Odyssee (L'odissea nuda) (Drehbuch, Produktion)